# Vencereu, però no convencereu

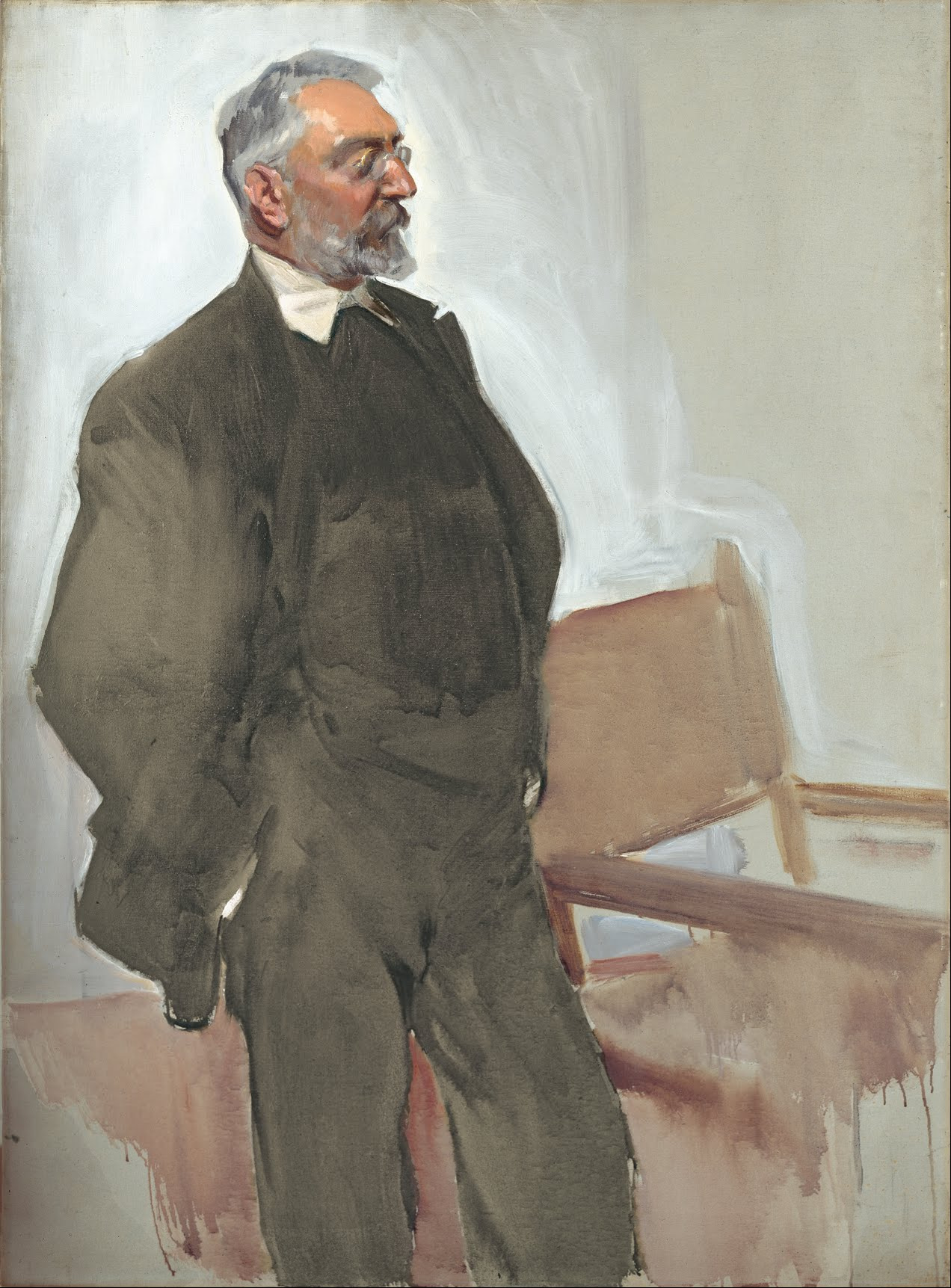
Retrat d'Unamuno, de Joaquín Sorolla (ca. 1912, oli sobre tela, 1430 × 1050 mm, Museu de Belles Arts de Bilbao)

«Vencereu, però no convencereu» (en castellà en l'original, «Venceréis, pero no convenceréis») és una cita de Miguel de Unamuno, escriptor i filòsof espanyol de la Generació del 98, proclamada el 12 d'octubre de 1936 al paranimf de la Universitat de Salamanca durant una cerimònia de la llavors anomenada Festa de la Raça, aniversari del descobriment d'Amèrica, en el marc de la Guerra Civil espanyola. La cita també es troba en la forma «Vèncer no és convèncer» (en castellà en l'original, «Vencer no es convencer»).
La frase anava dirigida a José Millán-Astray, general del bàndol nacional i fundador de la Legió, que havia increpat el discurs d'Unamuno amb crits de «Morin els intel·lectuals!» (segons algunes versions, «Mori la intel·ligència!») i «Visca la mort!».

## Context

### La sublevació a Salamanca i la visió d'Unamuno
El 17 de juliol de 1936 tingué lloc la insurrecció militar contra el govern de la Segona República Espanyola, que derivà en la posterior Guerra Civil espanyola. Un dia després del cop d'estat, a Salamanca es començaren a sentir els primers rumors d'aquarteraments de tropes, i el dia 19 es declarà l'estat de guerra a la ciutat del Tormes. L'agost, la ciutat ja era protagonista de vexacions públiques, treballs forçats, desaparicions i passeigs.
Miguel de Unamuno, llavors rector de la Universitat de Salamanca, donà suport inicialment a la sublevació, però ben aviat pogué veure la repressió, detenció i afusellament d'amics seus com el professor Prieto Carrasco, exalcalde de la ciutat; el president de la Federació Obrera José Andrés Manso; o el seu alumne predilecte Salvador Vila, rector de la Universitat de Granada. Com a personatge eminent de Salamanca, el rector rebé peticions de familiars perquè intercedís per una multitud de detinguts, molts d'ells coneguts i amics seus.

### 12 d'octubre: el xoc entre Unamuno i Millán-Astray
Coincidint amb l'obertura del curs universitari, el 12 d'octubre se celebrava solemnement la festivitat del Dia de la Raça a Salamanca amb la celebració d'un acte politicoreligiós a la catedral –al qual Unamuno no acudí– i un altre de caràcter universitari –presidit per l'escriptor i filòsof– al qual assistí l'esposa de Franco, Carmen Polo de Franco, el general africanista Millán-Astray, el bisbe de la diòcesi Enrique Plá y Deniel, José María Pemán, el governador militar de la plaça i la resta de forces vives de la ciutat. L'esdeveniment va ser inaugurat per Unamuno, que posteriorment donà la paraula als conferenciants sense que estigués previst que la màxima autoritat universitària intervingués més tard. L'acte fou emès per la ràdio local.
Intervingueren en l'acte, el tema principal del qual era «l'exaltació nacional, l'Imperi, la raça i la Croada», el catedràtic d'Història Ramos Loscertales, el dominic Beltrán de Heredia, el catedràtic de Literatura Maldonado de Guevara i, per acabar, Pemán. Els dos primers parlaren sobre «l'imperi espanyol i les essències històriques de la raça». Maldonado, per part seva, carregà intensament contra Catalunya i el País Basc. Pemán acabà el discurs intentant enardir els seus oients: «Minyons d'Espanya, fem cadascun en cada pit un Alcàsser de Toledo». Les crítiques i amenaces proferides a tots els qui no compartien els ideals de la sublevació, condemnats com l'antiespanya, entre altres punts, foren les que suscitaren el rebuig de Miguel de Unamuno. Tot seguit intervingué el rector, les frases del qual difereixen segons els diferents testimonis, cronistes i historiadors, ja que no se'n disposa de cap registra gravat o escrit:
| «                   | Ja sé que esteu esperant les meves paraules, perquè em coneixeu bé i sabeu que no soc capaç de romandre en silenci davant això que s'està dient. Callar, a vegades, significa assentir, perquè el silenci pot ser interpretat com a aquiescència. Havia dit que no volia parlar perquè em conec. Però se m'ha estirat la llengua i haig de fer-ho. S'ha parlat aquí d'una guerra internacional en defensa de la civilització cristiana. Jo mateix ho he fet altres vegades. Però aquesta, la nostra, és només una guerra incivil. Vaig néixer amanyagat per una guerra civil i sé el que dic. Vèncer no és convèncer, i cal sobretot convèncer. Però no pot convèncer l'odi que no deixa lloc a la compassió, aquest odi a la intel·ligència, que és crítica i diferenciadora, inquisitiva (però no d'inquisició). S'ha parlat de catalans i bascos, anomenant-los l'antiespanya. Doncs bé, per la mateixa raó ells poden dir una cosa similar. I aquí hi ha el senyor bisbe Plá i Deniel, català, per a ensenyar-vos la doctrina cristiana que no voleu conèixer. I jo, que soc basc, porto tota la meva vida ensenyant-vos la llengua espanyola que no sabeu. Aquest sí que és el meu Imperi, el de la llengua espanyola i no... | » |
| — Miguel de Unamuno | |   |

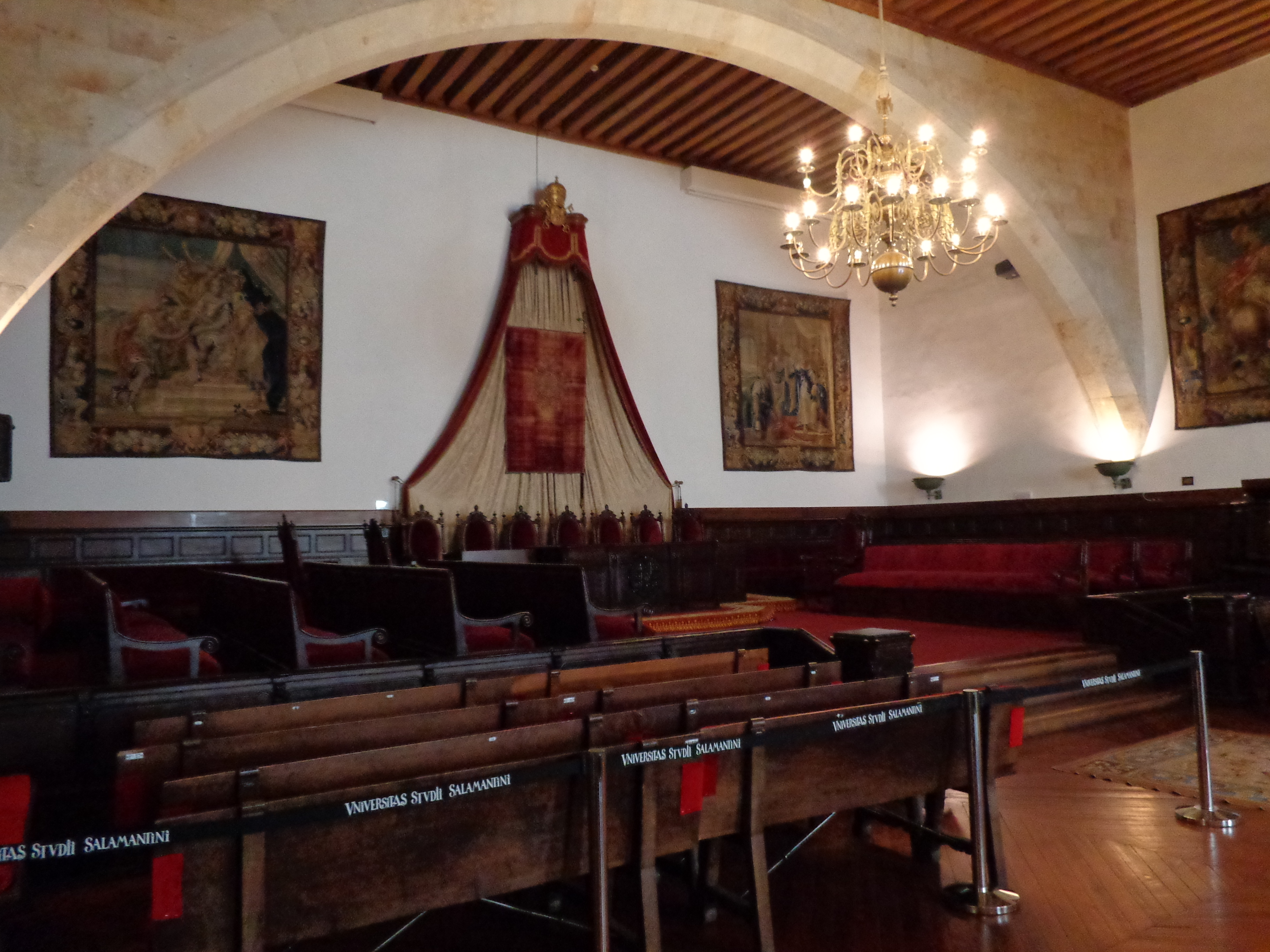
Paranimf de l'edifici de les Escoles Majors de la Universitat de Salamanca, on tingué lloc l'acte.

El guirigall de la sala tallà l'al·locució de l'orador. La resposta més grossa s'atribueix al general Millán-Astray que, situat en un extrem de la presidència, colpejà la taula amb l'única mà que tenia i, aixecant-se, interrompé al rector –«Puc parlar?, puc parlar?»–. El seu escorta presentà armes i algú del públic cridà: «Visca la mort!». La historiografia no aconsegueix determinar si llavors el militar intervingué i si fou aquest el moment en què pronuncià els crits de:
| «                    | Morin els intel·lectuals! Visca la mort! | » |
| — José Millán-Astray |                                          |   |

Millán-Astray continuà amb els crits amb què habitualment s'excitava el poble: «Espanya!»; «una!», respongueren els assistents. «Espanya!», tornà a exclamar Millán-Astray; «gran!», va replicar l'auditori. «Espanya!», finalitzà el general; «lliure!», conclogueren els congregats. Després, un grup de falangistes abillats amb la camisa blava de la Falange feren lal salutació feixista al retrat de Francisco Franco penjat a la paret.
 Després de les afirmacions necròfiles del fundador de la Legió, Unamuno hauria continuat amb el seu discurs –malgrat que tampoc hi ha unanimitat en les paraules que pronuncià–, aquest cop carregant directament contra la rèplica de Millán-Astray:
| «                                                            | Acabo de oír el grito de ¡viva la muerte! Esto suena lo mismo que ¡muera la vida! Y yo, que me he pasado toda mi vida creando paradojas que enojaban a los que no las comprendían, he de deciros como autoridad en la materia que esa paradoja me parece ridícula y repelente. De forma excesiva y tortuosa ha sido proclamada en homenaje al último orador, como testimonio de que él mismo es un símbolo de la muerte. El general Millán Astray es un inválido de guerra. No es preciso decirlo en un tono más bajo. También lo fue Cervantes. Pero los extremos no se tocan ni nos sirven de norma. Por desgracia hoy tenemos demasiados inválidos en España y pronto habrá más si Dios no nos ayuda. Me duele pensar que el general Millán Astray pueda dictar las normas de psicología a las masas. Un inválido que carezca de la grandeza espiritual de Cervantes se sentirá aliviado al ver cómo aumentan los mutilados a su alrededor. El general Millán Astray no es un espíritu selecto: quiere crear una España nueva, a su propia imagen. Por ello lo que desea es ver una España mutilada, como ha dado a entender. Este es el templo del intelecto y yo soy su supremo sacerdote. Vosotros estáis profanando su recinto sagrado. Diga lo que diga el proverbio, yo siempre he sido profeta en mi propio país. Venceréis, pero no convenceréis. Venceréis porque tenéis sobrada fuerza bruta, pero no convenceréis porque convencer significa persuadir. Y para persuadir necesitáis algo que os falta en esta lucha, razón y derecho. Me parece inútil pediros que penséis en España. | » |
| — Miguel de Unamuno (Núñez Florencio 2014, p. 37, revisado). | |   |

Tras su discurso, varios oficiales echaron mano de sus pistolas, mientras Unamuno salió del paraninfo protegido por Carmen Polo de Franco, que le ofreció el brazo, y por otras personalidades, mientras era increpado con insultos y abucheos, para montarse en un automóvil que lo dejaría en su residencia de la calle de Bordadores salmantina.

### Unamuno després de l'incident

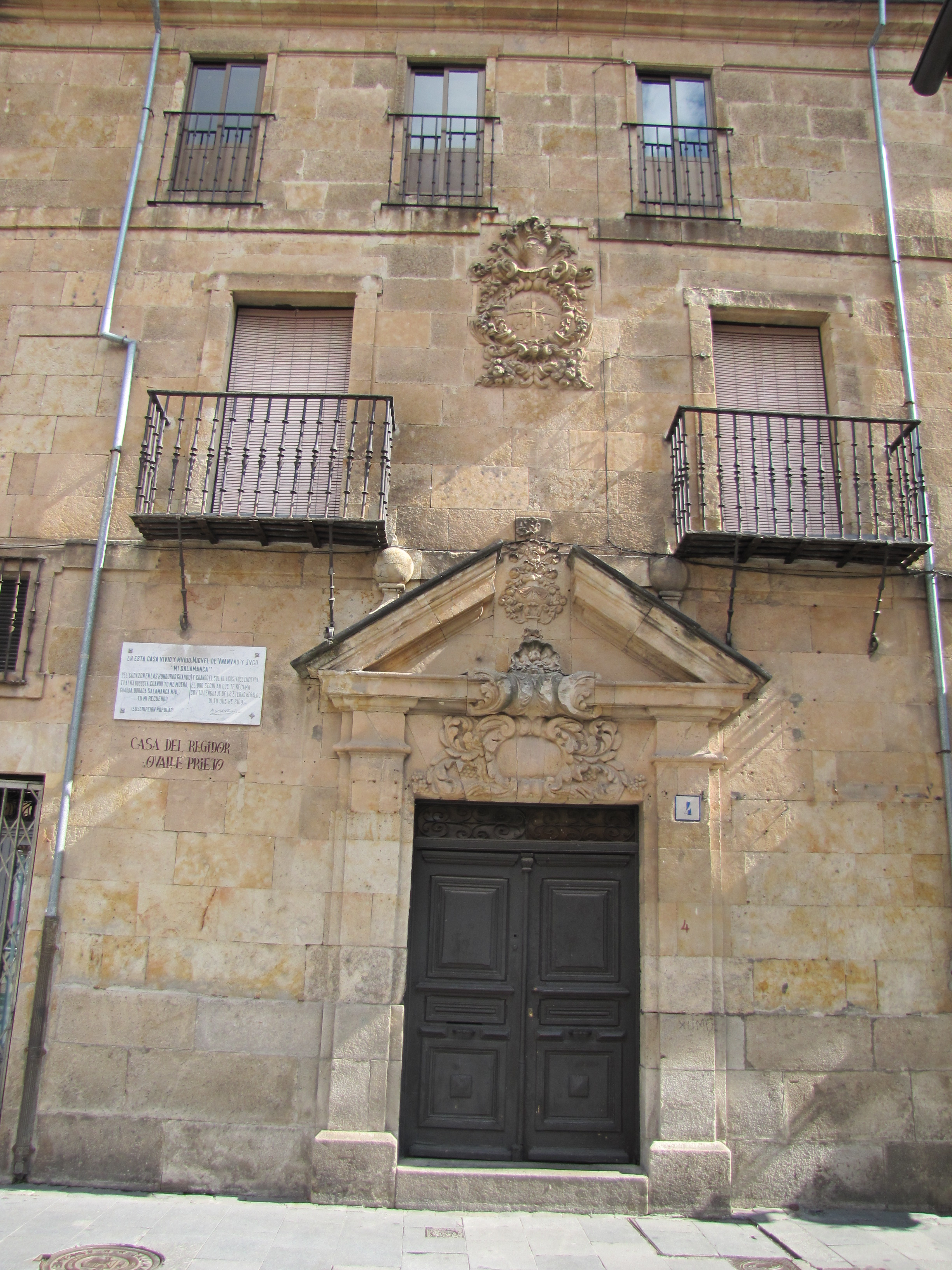
Casa del Regidor Ovalle Prieto, sita en la calle salmantina de Bordadores, lugar de residencia del filósofo.

El mismo día del incidente, el Ayuntamiento se reunió en sesión secreta y decidió retirarle al escritor el acta de concejal. El proponente, el concejal Rubio Polo, motivó su expulsión:
| « | Por España, en fin, apuñalada traidoramente por la pseudo-intelectualidad liberal-masónica cuya vida y pensamiento […] sólo en la voluntad de venganza se mantuvo firme, en todo lo demás fue tornadiza, sinuosa y oscilante, no tuvo criterio, sino pasiones; no asentó afirmaciones, sino propuso dudas corrosivas; quiso conciliar lo inconciliable, el Catolicismo y la Reforma; y fue, añado yo, la envenenadora, la celestina de las inteligencias y las voluntades vírgenes de varias generaciones de escolares en Academias, Ateneos y Universidades. | » |

La popularidad del anciano profesor entre los salmantinos hizo someter el acuerdo a la decisión de la autoridad militar, sin recibir ratificación.
Sus últimos meses de vida, desde octubre hasta diciembre del 36, los pasó bajo arresto domiciliario en su casa, en un estado –en palabras de Fernando García de Cortázar– de resignada desolación, desesperación y soledad. El 22 de octubre, dos meses antes de la muerte de Miguel de Unamuno –ocurrida en la tarde del 31 de diciembre–, Franco firmó el decreto de destitución del rector. En una de sus últimas cartas, fechada el 13 de diciembre, Unamuno dejó constancia nuevamente de su famosa sentencia para referirse a los militares sublevados:
| « | Vencerán, pero no convencerán; conquistarán, pero no convertirán. | » |

## Crítiques a la versión tradicional de l'incident
Aunque generalmente se acepta que hubo un enfrentamiento acerbo entre Millán-Astray y Unamuno, los biógrafos de Unamuno Colette i Jean-Claude Rabaté sostienen que las palabras de aquel no fueron pronunciadas en el modo en que han pasado a la historia. Por su parte, el historiador salmantino Severiano Delgado, bibliotecario de la Universidad de Salamanca, afirma que el discurso atribuido a Unamuno, que comienza con la frase «Ya sé que estáis esperando mis palabras» y termina con «Este es el templo del intelecto y yo soy su sumo sacerdote (...)», en realidad fue escrito por Luis Portillo Pérez y publicado en la revista británica Horizon en 1941. Dicho texto debe su fama al hecho de haber sido incluido en el influyente libro de Hugh Thomas The Spanish Civil War (1961), lo cual fue corroborado en su momento por Michael Portillo, hijo de Luis Portillo.
Severiano Delgado describe la situación como «un acto brutalmente banal» en el que se produjo «una situación muy tirante», pero que eso era habitual en discursos y charlas de la época, y opina que el dramatismo de la situación se exageró posteriormente, hasta alcanzar una repercusión mayor de la que Unamuno pensaba.
En 2018, a raíz del rodaje de la película biográfica sobre Unamuno Mientras dure la guerra dirigida por Alejandro Amenábar, una asociación de legionarios en defensa de Millán-Astray calificó la versión de Luis Portillo como «propaganda» y negó la veracidad de la versión de las palabras «¡Muera la inteligencia!». Peregrina Millán-Astray, hija del general, contextualiza la frase con un añadido previo: «Si la inteligencia sirve para el mal, muera la inteligencia».